# Манијаче
Манијаче (итал. Maniace) је насеље у Италији у округу Катанија, региону Сицилија.
Према процени из 2011. у насељу је живело 3543 становника. Насеље се налази на надморској висини од 787 м.

## Становништво
Према резултатима пописа становништва 2011. у општини је живело 3.671 становника.
| 1951. | 1961. | 1971. | 1981. | 1991. | 2001. | 2011. |
| ----- | ----- | ----- | ----- | ----- | ----- | ----- |
| 2.274 | 2.364 | 2.199 | 2.788 | 3.101 | 3.543 | 3.671 |